# جيم كيلروي
جيم كيلروي (بالإنجليزية: Jim Kilroy)‏ هو متسابق يخت أمريكي، ولد في 1 مايو 1922، وتوفي في 29 سبتمبر 2016.